# Лингм
Лингм (дзонг-кэ གླིངམ་, вайли glingm, лат. lingm) — традиционный бутанский вид флейты. Драмйин (лютня), чиванг (скрипка) и лингм — основные музыкальные инструменты народной музыки Бутана.
Существуют два вида лингм: донг лингм (дзонг-кэ གདོང་གླིངམ་, вайли gdong-glingm, лат. dong lingm — продольная флейта) и зур лингм (дзонг-кэ ཟུར་གླིངམ་, вайли zur-glingm, лат. zur lingm — поперечная флейта).